# Mensuralnotation
Mensuralnotation ist eine Notenschrift, die vom 13. bis etwa 16. Jahrhundert für europäische polyphone Vokalmusik verwendet wurde. Sie löste die Modalnotation ab. Anders als diese beschreibt die Mensuralnotation (von lateinisch mensura ‚Maß‘) mittels Mensurzeichen (Mensuralnoten bzw. Mensursymbole) die Zeitdauer der Töne präzise als Zahlenverhältnisse der Notenwerte zueinander.

## Schwarze Mensuralnotation (ca. 1230–1430)
Die Mensuralnotation entwickelte sich im 13. Jahrhundert, vorangetrieben durch die Differenzierung der Rhythmen. Franco von Köln formulierte um 1280 die Regeln für diese Notationsweise in seinem Traktat Ars cantus mensurabilis. Nach ihm heißt die erste Ausprägung der schwarzen Mensuralnotation frankonische Notation. Mit Hilfe der frankonischen Notation konnten erstmals die Notenwerte (Tondauern) der Musik eindeutig festgelegt werden. Die wichtigsten Notenzeichen waren Brevis und Longa. Gemäß dem dreiteiligen Grundrhythmus der Zeit hat die Longa die Dauer von drei Breven (perfekte Longa). Innerhalb bestimmter Gruppierungen von Noten kann sie auch zwei Breven dauern (imperfekt sein), so zum Beispiel in der Folge Longa – Brevis – Longa – Brevis …, in der jeweils aus imperfekter Longa (2 Schläge) und Brevis (1 Schlag) eine dreizeitige Einheit wird. Ebenso können auch die anderen Notenwerte zwei- oder dreimal so lang sein wie der nächstkleinere Notenwert. Die folgende Abbildung zeigt alle Notenwerte der frankonischen Notation, beginnend mit dem größten.
  Maxima oder Longa duplex —  Longa —  Brevis —  Semibrevis
 Francos Quadratschrift wurzelt zwar in dem traditionellen Zeichensystem der liturgischen gregorianischen Gesänge, sie ist aber ein reines 'Kunstprodukt', nicht aus einer langjährigen Praxis entstanden, sondern aus musiktheoretischen Überlegungen; erst spätere Theoretiker verwenden Frankos metrisches System als Grundlage für Systeme, die dann weit mehr Kompositionen zeitigen, d. h. Frankos Schrift (und damit der Cantus, die Art der damit nun möglichen Musik) löst nicht etwa das Notationssystem der Gregorianik im Kirchenbetrieb ab, sondern koexistiert mit diesem auf einer parallelen Entwicklungslinie westlicher Notationssysteme, die bis zur modernen Notation herreicht.

## Notation der Ars Nova
Am Anfang des 14. Jahrhunderts trat in der sogenannten Ars Nova neben die perfekte Mensur, also den dreiteiligen Grundschlag, die imperfekte Mensur. Es wurden nun also auch Kompositionen in geraden Taktarten angefertigt, bei denen Einheiten zu zwei Schlägen das mensurale Gerüst bildeten. Der Name der Epoche geht auf den gleichnamigen, um 1320 entstandenen Traktat Ars Nova, welches dem französischen Musiktheoretiker und Komponisten Philippe de Vitry zugeschrieben wurde, zurück. Mittlerweile geht man davon aus, dass dieses Traktat eine Kompilation darstellt und nicht auf einen einzigen Autor zurückgeführt werden kann. Zwar gilt die Datierung als unsicher, doch soll der Italiener Marchetus de Padua bereits kurz vor Vitry die Möglichkeit der zweizeitigen Teilung im Pomerium beschrieben haben. Nun galt es also für die Aufführung eines Werkes zunächst folgende Maße zu bestimmen:
- Den Modus major oder Maximodus, der anzeigte, ob die Maxima zwei- oder dreizeitig auszuführen war.
- Der Modus minor oder Modus zeigte dies für die Longa an.
- Tempus war die Bezeichnung für das Maß der Brevis bzw. das Teilungsverhältnis Brevis – Semibrevis
- Prolatio für das Maß der Semibrevis bzw. das Teilungsverhältnis Semibrevis – Minima.

Da in der Ars Nova als nächstkleinerer Notenwert die Minima  hinzutrat, musste nun auch die Länge der Semibreves bestimmt werden.
Während Modus major und Modus minor über die Anordnung der Pausenzeichen erschlossen werden konnten, konnten Tempus und Prolatio an den dem Stück vorangestellten Mensurzeichen erkannt werden. Ein Kreis (als Symbol der „Vollkommenheit“) zeigte perfekte, also dreizeitige, Mensur der Brevis an (Tempus perfectum), der Halbkreis die imperfekte, also zweizeitige Mensur der Brevis (Tempus imperfectum). War in den Kreis bzw. Halbkreis zusätzlich ein Punkt gezeichnet, galt die Semibrevis als perfekt (Prolatio perfecta oder Prolatio major). Bei Weglassen des Punktes trat die imperfekte Mensur der Semibrevis in Kraft, was dem Normalfall entspricht (Prolatio imperfecta/minor). Aus dem Halbkreis leitet sich das heutige Taktzeichen für den 4/4- und Alla-breve-Takt ab. In Ars Nova führt Vitry des Weiteren Zeichen ein, mit deren Hilfe auch der Modus (d. h. das Verhältnis Longa zu Brevis) notiert werden kann. Es handelt sich hierbei um ein Quadrat, das für den perfekten Modus mit drei horizontalen Linien und für den Imperfekten mit zweien versehen ist. Eine weitere Erscheinung in den Handschriften ist die Rubefizierung, die Rotfärbung. So verwendet Vitry diese Möglichkeit der Kennzeichnung, indem schwarze Noten ternäre und rote Noten binäre Teilungsstufe bedeuten.
Wenn jedoch keine Zeichen für Modus, Tempus und Prolatio vorhanden sind, müssen andere Merkmale herangezogen werden:
- Gibt es eine Pause, die über drei Zwischenräume reicht, so ist diese dreizeitig, was ein sicheres Indiz für das Vorhandensein eines perfekten Modus ist.
- Ist dagegen eine zweizeitige Pause vorhanden, müsste sie im perfekten Modus immer von einer Brevis begleitet sein. Erscheint diese Pause zwischen zwei Longae, ist die Zuordnung zum Modus Imperfectum eindeutig, genauso wie wenn zwei zweizeitige Pausen aufeinander folgen. Im Modus perfectum würde diese Pause nämlich als eine dreizeitige und eine einzeitige dargestellt werden.
- Wenn drei Noten einer Art zwischen zweien der nächstgrößeren Gattung auftreten, gilt perfekter Modus/Tempus/Prolatio als wahrscheinlich. Sicher ist diese Bestimmung deshalb nicht, weil auch Synkopen vorkommen können. Allerdings müsste in diesem Fall eine vierte, gleichartige Note in der Nähe stehen, um die so entstandene Lücke im imperfekten Metrum zu schließen.
- Wenn häufig zwei gleichartige Noten hintereinander stehen, und noch zwingender, wenn eine davon durch ihren Pausenwert ersetzt ist, spricht das für eine imperfekte Mensur. Bei Pausen ist nämlich die Alteration nicht möglich.

In der Ars Nova wurden Systeme mit fünf Linien benutzt.

## Trecento-Notation (nach Marchetus de Padua)
In der italienischen Notation des Trecento bildete sich ebenfalls Anfang des 14. Jahrhunderts eine andere Art der Aufzeichnung heraus. Diese Praxis wurde von Marchetus de Padua in seinem Traktat „Pomerium in arte musicae mensuratae“ beschrieben. Hier ist zum ersten Mal in der Geschichte ein mensurales System beschrieben, in dem die Brevis nicht nur in drei untergeordnete Werte (perfekt) eingeteilt werden kann, sondern auch in zwei Werte (imperfekt). Die frühere Ablehnung dieser Praxis bezog sich auf die Dreieinigkeit Gottes. Jetzt können auch Teilungen durch Vielfache von 2 oder 3 (4, 6, 8, 9 oder 12) geschehen. Die so entstehenden Gruppen von Semibreven und Minimae werden von Punkten eingegrenzt. Die Notenwerte zwischen zwei Punkten ergeben somit immer eine Brevis.
Es gibt bis zu drei Teilungsebenen. Diese sind:
- 1. Ebene: Divisio Prima
- 2. Ebene: Divisio Secunda
- 3. Ebene: Divisio Tertia

Bedingt durch diese drei Ebenen ist es also nur notwendig, jeden Notenwert in zwei oder drei kleinere Notenwerte zu teilen.
Die Noten, die die kleinsten Einheiten in der jeweiligen Teilungsstufe bilden, sind durch ihre aufwärtsgerichteten Hälse zu erkennen.
Die Teilungsarten wurden durch die Anfangsbuchstaben ihrer Namen in Punkten angegeben:
- .q. für Quaternaria (Vierteilung):
1. Ebene: 2, 2. Ebene: 2, 3. Ebene: nicht verwendet
- .t. für Ternaria (Dreiteilung):
1. Ebene: 3, 2. Ebene: nicht verwendet, 3. Ebene: nicht verwendet
- .i. für Senaria imperfecta (imperfekte Sechsteilung):
1. Ebene: 2, 2. Ebene: 3, 3. Ebene: nicht verwendet
- .p. für Senaria perfecta (perfekte Sechsteilung):
1. Ebene: 3, 2. Ebene: 2 3. Ebene: nicht verwendet
- .o. für Octonaria (Achtteilung): Sie baut auf der Quaternaria auf
1. Ebene: 2, 2. Ebene: 2, 3. Ebene: 2
- .n. für Novenaria (Neunteilung):
1. Ebene: 3, 2. Ebene: 3, 3. Ebene: nicht verwendet
- .d. für Duodenaria (Zwölfteilung) Sie baut auf der Senaria Perfecta auf.
1. Ebene: 3, 2. Ebene: 2, 3. Ebene: 2

Man kann erkennen, dass in der dritten Teilungsstufe nur binäre Teilungen vorkommen.
In der Trecentonotation wurden Systeme mit sechs Linien verwendet.
In der manierierten Notation um 1400 in Südfrankreich wurde schließlich die rhythmische Verfeinerung auf die Spitze getrieben. Nun konnten innerhalb von Stücken Mensurwechsel ohne Mensurzeichen für die Dauer weniger Noten angezeigt werden. So konnten beispielsweise imperfizierte Noten innerhalb einer perfekten Mensur auftreten, die durch rote oder auch hohle Notenzeichen kenntlich gemacht waren.

## Weiße Mensuralnotation (ca. 1430–1600)
Vor Erfindung des Buchdrucks hatten Chöre meist nur ein einzelnes handschriftliches Exemplar eines Werkes zur Verfügung. Bedingt durch die Vergrößerung der Chöre wurden die Noten immer größer geschrieben, damit jeder Sänger aus dem Chorbuch lesen konnte. Der Einfachheit halber zeichnete man nun nur noch die Umrisse der Noten, wodurch weiße, „hohle“ Noten entstanden (so wie in der heutigen Notation noch die halben und ganzen Noten hohl sind). Ein weiterer Grund für den Übergang zur weißen Mensuralnotation ist die Ersetzung von dickem Pergament durch dünnes Papier im 15. Jahrhundert, denn auf Papier leuchteten ausgefüllte Noten oft durch.
Wiederum treten neue kleinere Notenwerte hinzu. Der Notenvorrat der weißen Mensuralnotation sieht nun so aus wie links im Bild dargestellt.
Dabei können nur die vier großen Notenwerte Maxima, Longa, Brevis und Semibrevis sowohl perfekt als auch imperfekt auftreten. Die vier kleinen Werte sind stets zweizeitig. Seit Anfang des 16. Jahrhunderts gilt die Semibrevis als Tactus und hat im Tempus perfectum und im Tempus imperfectum die gleiche Dauer bei unterschiedlich langen Brevis-Dauern.
Für eine zusätzliche Modifikation des Mensursystems sorgt die Proportion (lateinisch Proportio). Dabei wird der Normalwert der Noten, der integer valor notarum, vergrößert oder verkleinert, also das Tempo der Musik verändert.
Bei der Diminutio simplex wird die Verkleinerung (Diminution) der Notenwerte auf die Hälfte ihrer Ursprungsdauer durch ein senkrecht durchgestrichenes Mensurzeichen (Kreis beim Tempus perfectum und Halbkreis beim Tempus imperfectum) oder einen umgedrehten Halbkreis (beim Tempus imperfectum) angezeigt. Eine an das Mensurzeichen angefügte Proportionsbezeichnung „2/1“, die aber meist verkürzt ist auf die Ziffer „2“, zeigt eine Proportio dupla an, bei der die Zeitdauern aller nachfolgenden Notenwerte auf die Hälfte verkleinert werden. Die Proportionsbezeichnungen „3/1“ und „4/1“ (Proportio tripla bzw. Proportio quadrupla), die meist als bloße Ziffern „3“ bzw. „4“ notiert sind, kündigen eine Verkürzung der Notenwerte im Verhältnis 1:3 bzw. 1:4 an. Als weitere wichtige Proportion ist die Proportio sesquialtera „3/2“ anzuführen, die ebenfalls oft durch die bloße Ziffer „3“ angekündigt wird und bei der die Zeitdauern aller nachfolgenden Notenwerte auf zwei Drittel ihres ursprünglichen Wertes verkleinert werden.
Generell gilt dabei: Die untere Ziffer der Proportion gibt eine Anzahl von Noten eines beliebigen Wertes vor der Proportion an, die obere Ziffer der Proportion gibt eine Anzahl von Noten des gleichen Wertes nach der Proportion an, und diese beiden Notenmengen sollen in der Ausführung die gleiche Gesamtdauer erhalten. Ab der zweiten Hälfte des 16. Jahrhunderts verbreitete sich allerdings eine neuere Deutung der Proportionsziffern, nach der die untere Ziffer der Proportion jenen Notenwert bezeichnet, der vor der Proportion in der angegebenen Anzahl in einem Tactus oder einer Battuta, d. h. in einem Nieder- und einem Aufschlag der Dirigierbewegung, enthalten ist, während die obere Ziffer angibt, wie häufig dieser Notenwert in einer Dirigierbewegung nach der Proportion enthalten ist. Sofern die Geschwindigkeit der Dirigierbewegung vor und nach der Proportion unverändert bleibt, ergibt diese neuere Deutung das gleiche Ergebnis wie die ältere Deutung. Wenn jedoch die Geschwindigkeit der Dirigierbewegung nicht konstant gehalten wird, reduziert sich die Bedeutung der Proportion auf eine Änderung der Zuordnung von Notenwerten zur Dirigierbewegung. Letzteres war der Fall, als sich die neuere Deutungsweise im 17. Jahrhundert allmählich durchsetzte. Auf sie gehen die heute üblichen Benennungen solcher Ziffernkombinationen zurück, z. B. 3/2 als „Dreihalbetakt“, 3/4 als „Dreivierteltakt“ etc.
Besondere Kunstfertigkeit offenbart der Proportions- oder Mensurkanon, bei dem eine einzelne Stimme mit mehreren Proportions- oder Mensurzeichen versehen ist. Durch die unterschiedlichen Tondauern in den Mensuren/Proportionen ergibt sich ein mehrstimmiger und kontrapunktisch sinnvoller Satz. Beispiele dafür sind die Missa Prolationum  von Johannes Ockeghem, in der aus zwei notierten Stimmen durch Proportionskanon eine Vierstimmigkeit hervorgeht (eine Diskussion des Verfahrens in Diether de la Motte 1981), die Missa L’homme armé von Pierre de la Rue, in der sich die Vierstimmigkeit aus einer einzigen Stimme ergibt, Si dedero von Jacob Obrecht oder das Benedictus der Missa L’homme armé super voces musicales von Josquin Desprez.
Mithilfe von Proportions- und Mensurzeichen lässt sich ferner ein gegebener Cantus firmus rhythmisch „umdefinieren“; das wohl virtuoseste Beispiel hierfür bildet die „Missa alles regretz“ von Loyset Compère.
Die Mensuralnotation war bis etwa 1600 in Gebrauch, dann setzte sich die moderne Notation mit ihrem Taktschema durch. Die Notenzeichen allerdings blieben bis heute erhalten: Durch Rundung der quadratischen bzw. rhombischen Form wurde aus der Semibrevis die ganze Note, aus der Minima die Halbe usw. Zudem finden die Brevis als Doppelganze und seltener auch die Longa als Vierfachganze heute noch Verwendung (z. B. in langen Schlussakkorden).